# 股旅グラフィティ
『股旅グラフィティ』は、1977年11月にビクターレコードより発売された、橋幸夫のLP盤でのオリジナルアルバム（SJX-20029）である。

## 概要
- 『潮来笠』でのデビュー以来、多くの股旅物を発表してきた橋だが、その作詞の大半を担った恩師の佐伯孝夫（明治35年生まれ）が高齢のため新作が困難な状況となる中、作詞家阿久悠とくんでピンク・レディを世に送り出したビクターディレクター飯田久彦によって、「新しい作家による股旅もの」として企画された。
- 橋は、これより5年前に「何処へ」で阿久とすでに共演しているが、「（飯田さんから）阿久さんが、とても股旅物に興味がある、吉田先生や私と組んでぜひやってみたい」と伝えられ、これが契機で実現したと回想している[1]。
- アルバム発売当時の帯には「今までにないユニークで、面白い”股旅もの”」と記されている。
- アルバム制作の契機ともなった、阿久悠作詞、吉田正作曲の新曲は「さらば渡り鳥」と題し、本アルバムの1曲目に採用され、アルバム発売に先行してシングルカットされた。
- 佐伯孝夫作詞の既存曲もアレンジをかえて5曲収録されている。

## 収録曲
A面
1. さらば渡り鳥
作詞：阿久悠、作・編曲：吉田正
2. 星の三度笠
作詞：佐伯孝夫、作曲：吉田正、編曲：近藤進
3. やぶれ笠
作詞・曲：中山大三郎、編曲：荒木圭男
4. 沓掛時次郎
作詞：佐伯孝夫、作曲：吉田正、編曲：荒木圭男
5. 中仙道未練旅
作詞：中山大三郎、作曲：伊藤正行、編曲：あかのたちお
6. 潮来笠
作詞：佐伯孝夫、作曲：吉田正、編曲：荒木圭男

B面　
1. 急ぎ旅
作詞：石原信一、作・編曲：あかのたちお
2. 風の三度笠
作詞：村松道平、作曲：吉田正、編曲：近藤進
3. ちぎれ雲
作詞：石原信一、作・編曲：あかのたちお
4. 花の喧嘩旅
作詞：佐伯孝夫、作曲：吉田正、編曲：
5. 人情紙風船
作詞：石原信一、作・編曲：あかのたちお
6. 佐久の鯉太郎
作詞：佐伯孝夫、作曲：吉田正、編曲：荒木圭男